# Rysslands luftanfallsstyrkor
Rysslands luftanfallsstyrkor (ryska: Воздушно-десантные войска, ВДВ, Vozdusjno-desantnyje vojska, VDV) var tidigare Sovjetunionens, och är nu den ryska, motsvarigheten till många länders fallskärmsjägarförband. VDV är världens första luftburna styrka, då den organiserades under 1920-talet efter en lång tid av sovjetiska experiment med fallskärmar och tyngdkraftlära. Den var även den största, då den omfattade hela sju divisioner och ett stort antal fristående brigader under 1980-talet.
Ryska luftanfallsstyrkorna har ställning som egen försvarsgren inom Ryska federationens militär, i likhet med Ryska strategiska robotstridskrafterna och Ryska rymdstridskrafterna.

## Historik
Den första offentliga visningen av ett fallskärmhopparförband skedde under en sovjetisk militärmanöver utanför Kiev våren 1935. På plats fanns många utländska observatörer, som sen fick skåda något aldrig tidigare kunnat förstå vara möjligt - gruppera beväpnade soldater från luften med hjälp av fallskärm. Det hade visserligen utförts en del experiment med fallskärmshoppande soldater i andra länder som England och USA, men inte till den graden eller med det resultatet som den sovjetiska staten hade gjort. De första reella sovjetiska militära förbanden (och hoppskola) förlades i utkanten av Leningrad och omfattade två fallskärmshopparbataljoner och två glidplansbataljoner, vilka bildade den 212:e luftburna brigaden. Under det senare 30-talet bildades fler förband, men det finns igen exakt siffra. Under andra världskriget stred fallskärmsförbanden på alla fronter. Precis som sovjetiska/ryska marininfanteriet användes förbanden oftast som ordinärt infanteri när de blev grupperade i strid, och därför utförde de inte många hopp under krigets gång (de få som utfördes blev katastrofala). Även om man inte hade använt sina luftburna styrkor så mycket på rätt sätt under kriget, så yrkade många högt rankade officerare på dess extrema värde i militära former. De menade att man borde fortsätta att experimentera med, och utveckla de luftburna förbanden. 2008 tilläts kvinnor för första gången att ansöka till de ryska jägarutbildningar.

## Fallskärmsinfanteri mekaniseras
Under andra världskriget och 1950-talet hade de luftburna trupperna varit ett vapenslag av lätt karaktär, precis som andra länders fallskärmsinfanteri. När man hade packat på en soldat allt nödvändigt materiel, kunde han knappt gå eller stiga på ett flygplan utan hjälp. Det var också ännu svårt att medföra tunga vapen, vilka släpptes med speciella behållare som ofta gick sönder. Fordon var nästan omöjligt att släppa med dåvarande metoder. Tungt materiel kunde levereras med glidflygplan, men eftersom den metoden innebar hårda landningar gick då den medförda materielen ofta sönder. För att ge fallskärmssoldaten flexibilitet, snabbhet och eldkraft de fanns inga metoder för tillhandahållande från luften, varken under kriget eller under den närmaste efterkrigstiden. De viktigaste medlet för de lätt beväpnade fallskärmsjägarnas överlevnad var att snabbt ta sig mot anfallsmålet efter hoppet. Att omgruppera sig snabbt för att möta fientliga anfall mot vitala punkter krävde flexibilitet och snabbhet, vilket kunde lösas genom större antal motorfordon. Stor, men lättrörlig och kompakt, eldkraft krävdes för att ta sig an till exempel befästa positioner och luftanfall, samt mekaniserade eller pansarförband. Under 1970, efter många års av experiment, forskning och tester, visade ryssarna upp BMD-1, ett fordon som var lösningen på alla de tre problemen.

## Befälhavare
- 1992–1996 Jevgenij Podkolzin
- 1996–2003 Georgij Tsrak
- 2003–2007 Alexandr Kolmakov
- 2007–2009 Valerij Jevtuchovitj
- maj 2009 Nikolaj Ignatov
- 2009–2016 Vladimir Sjamanov
- 2016–2022 Andrej Serdjukov
- 2022– Mikail Teplinskij

## Bildgalleri

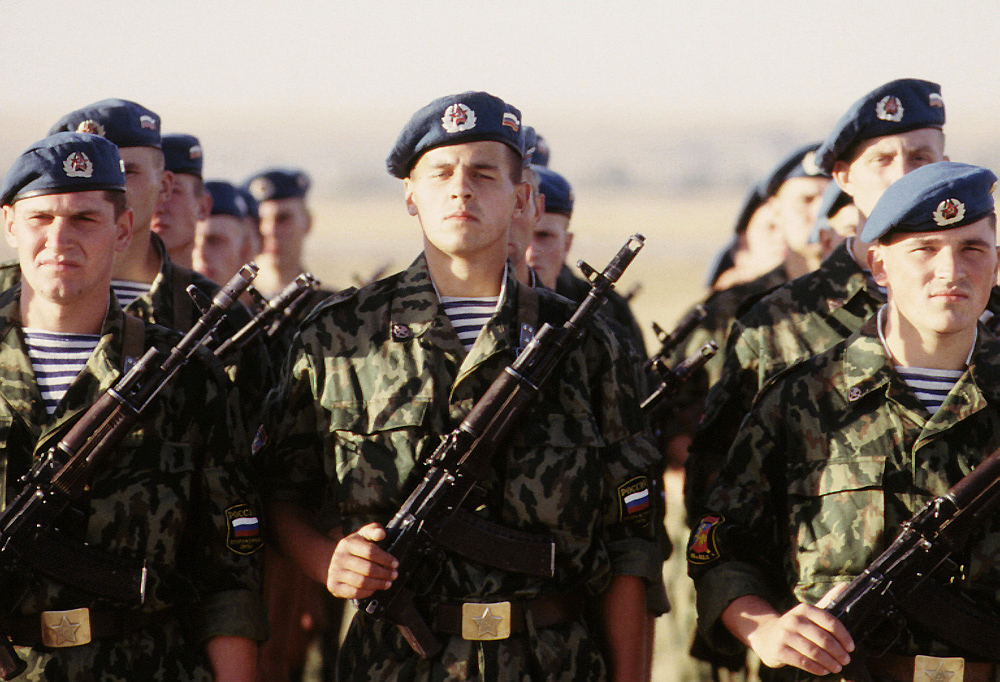
Ryska fallskärmsjägare under övning i Kazakstan.
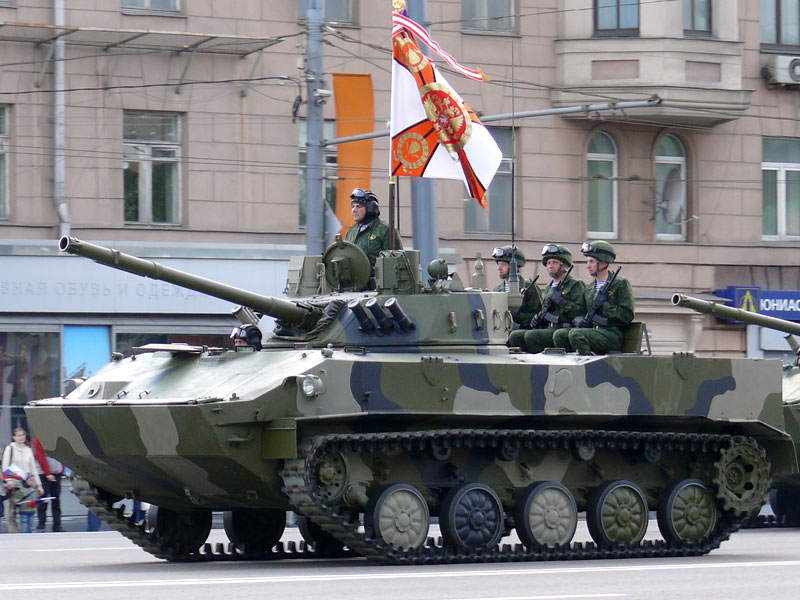
BMD-4 tillhörande de ryska luftlandsättningsstyrkorna vid högtidlighållandet av segern i Stora fosterländska kriget 2008.
De ryska luftburna stridskrafternas stora emblem.
De ryska luftburna stridskrafternas medelstora emblem.
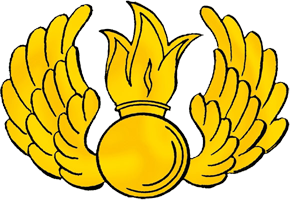
De ryska luftburna stridskrafternas lilla emblem.
De ryska luftburna stridskrafternas flagga.
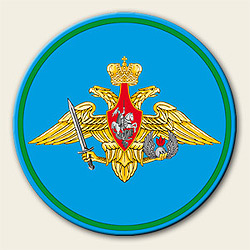
De ryska luftburna stridskrafternas tröjemblem.